# Kriol australiano
El kriol australiano es un idioma criollo de base inglesa que se desarrolló a partir de un pidgin utilizado inicialmente en la región de Sídney y Newcastle en Nueva Gales del Sur, Australia, en los primeros días de la colonización europea. Posteriormente, fue hablado por grupos más al oeste y al norte. El pidgin se extinguió en la mayor parte del país, excepto en el Territorio del Norte, donde el contacto entre los colonos europeos, chinos y otros asiáticos y los aborígenes australianos en las regiones del norte ha mantenido un uso vibrante del idioma, hablado por unas 30.000 personas. A pesar de sus similitudes con el inglés en el vocabulario, tiene una estructura sintáctica y una gramática distintas y es un idioma por derecho propio. Es distinto del Criollo del Estrecho de Torres.

## Historia
El asentamiento europeo en el Territorio del Norte se intentó durante un período de unos cuarenta años. El asentamiento finalmente tuvo éxito en 1870, y siguió una afluencia de hablantes de inglés y idioma chino. Para comunicarse entre estos dos grupos y los aborígenes locales, pidgin se desarrolló en todo el territorio basado en pidgin inglés de Port Jackson. En 1900, el inglés pidgin del Territorio del Norte (NTPE) estaba muy extendido y se entendía bien.
Primero criollo en Roper River Mission (Ngukurr), donde se establecieron estaciones ganaderas y se desarrolló un municipio.
Durante este período, las relaciones entre los nativos y los europeos fueron tensas. Los aborígenes defendieron ferozmente sus tierras. Sin embargo, el control de las tierras finalmente fue tomado por los colonos, cuando una empresa ganadera adquirió gran parte del área. Los colonos se volvieron más decididos a tomar el control total de la tierra de manos de los nativos y llevaron a cabo una campaña para lograrlo.
Los reasentamientos y las tomas de tierra casi aniquilaron a la población indígena y también proporcionaron un factor importante en el desarrollo de los criollos: un cambio social drástico acompañado de graves dificultades de comunicación.
El segundo requisito para el desarrollo de los criollos fue una nueva comunidad, que surgió cuando los misioneros anglicanos establecieron un refugio en la región del río Roper en 1908. Este reunió a unas 200 personas de ocho grupos étnicos aborígenes diferentes, que hablaban diferentes idiomas nativos. . Aunque los adultos eran multilingües debido a las frecuentes reuniones y ceremonias, los niños aún tenían que adquirir sus habilidades en el idioma nativo y, por lo tanto, usaban el único idioma común que tenían: el NTPE. Durante su vida, estos niños fueron casi totalmente responsables de desarrollar el pidgin en un idioma completo.
Aunque las relaciones entre los misioneros y los aborígenes fueron amistosas, las misiones no fueron responsables del desarrollo del kriol. De hecho, trataron de introducir el inglés estándar como idioma oficial de la misión, que los niños aborígenes usaban en clase y con los misioneros, pero el kriol aún prosperaba.
Kriol no fue reconocido como idioma hasta la década de 1970, ya que se lo consideraba un dialecto del inglés en lugar de un idioma por derecho propio.

## Variedades
El kriol se habla mucho en el área de Katherine, pero hay diferencias menores entre las variedades de kriol que se hablan en áreas particulares. Algunos hablantes de kriol prefieren referirse a su idioma por su nombre único. Sin embargo, las variedades son bastante similares. Está en curso el debate sobre si las variedades deben nombrarse de manera diferente para resaltar su diferente significado social o si todas las variedades deben agruparse en una gran categoría de kriol.
En realidad, las diferencias no son tan grandes: Mari Rhydwen compara la distinción con la distinción entre el inglés estadounidense y el inglés británico.
Roper River (Ngukurr) Kriol también se habla en Barunga, y en el área de Daly River se habla una variedad mutuamente inteligible, pero los hablantes de Daly River no se consideran hablantes de Kriol. Está la cuestión de si las variedades deben entenderse como diferentes formas de Kriol para fortalecer las identidades de la región respectiva o si todas deben verse como Kriol y potencialmente tener una mejor oportunidad de financiamiento para programas de educación bilingüe.

## Traducción de la Biblia en Kriol
El 5 de mayo de 2007, se lanzó la primera edición completa de la Biblia en el idioma kriol en Katherine en el Territorio del Norte. La traducción tomó más de 29 años. Fue realizado por un equipo de hablantes nativos de kriol dirigido por el reverendo Canon Gumbuli Wurrumara y especialistas de la Sociedad de Lenguas Indígenas de Australia.
La Biblia Kriol es la primera edición completa de la Biblia en cualquier idioma indígena australiano. La publicación fue una empresa conjunta de The Bible Society, Lutheran Bible Translators, The Church Missionary Society, Iglesia anglicana, Wycliffe Bible Translators y la Sociedad Australiana de Lenguas Indígenas. The following is Genesis 1:1,2 from this translation: "Orait, longtaim wen God bin stat meigimbat ebrijing, nomo enijing bin jidan. Imbin jis eniwei, nomo garram enijing. Oni strongbala woda bin goran goran ebriwei, en imbin brabli dakbala, en det spirit blanga God bin mubabat ontop langa det woda."

## Dialectos
Los dialectos de Kriol incluyen Roper River Kriol (Roper River Pidgin), Bamyili Creole (del área de Barunga), Barkly Kriol, Fitzroy Valley Kriol y Daly River Kriol.

## Problemas actuales
Un problema que enfrentan muchas comunidades en el norte de Australia es que los niños de habla criolla son tratados como si hablaran inglés, pero lo hablan mal, por lo que no reciben educación en inglés como segundo idioma. Por otro lado, debido a que no se considera que tengan una lengua materna nativa, se les niega el acceso a la educación en su idioma tradicional.[cita requerida]
El único programa bilingüe oficial en kriol está en Barunga, que se estableció durante el gobierno de Whitlam y ha incluido con éxito al kriol como medio y como objeto de estudio.  La financiación es escasa para cualquier desarrollo posterior de los programas. Aunque el kriol se habla ampliamente, su traducción literal es mínima, con la excepción de la Biblia y las historias producidas para el programa bilingüe que están disponibles a través del Archivo vivo de lenguas aborígenes. Esto significa que las tasas de alfabetización de Kriol son bastante bajas. Aparte de las implicaciones prácticas de esto, especialmente si el nivel de alfabetización en inglés también es bajo (es decir, comunicación escrita, oportunidades educativas), significa que las historias tradicionales no se registran en forma escrita, o la gente Ngukurr debe confiar en los textos de Barunga, lo que puede disminuir la distinción de identidad entre los dos grupos. Sin embargo, las culturas aborígenes tradicionalmente no están arraigadas en registros escritos, por lo que la falta de versiones escritas de los textos puede ser una función de la naturaleza oral de la narración aborigen.